# Linezolid

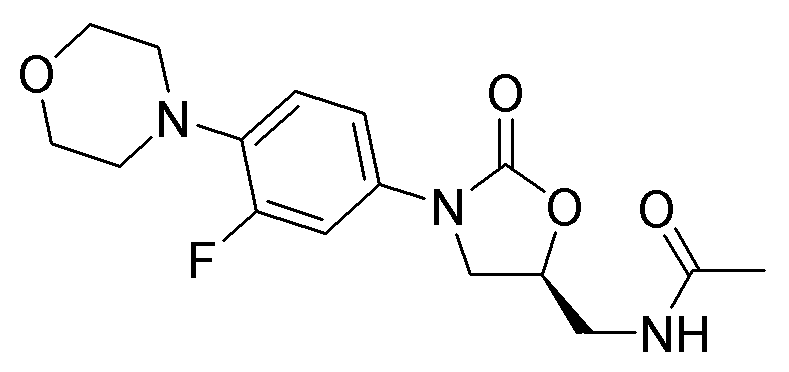
Strukturformel

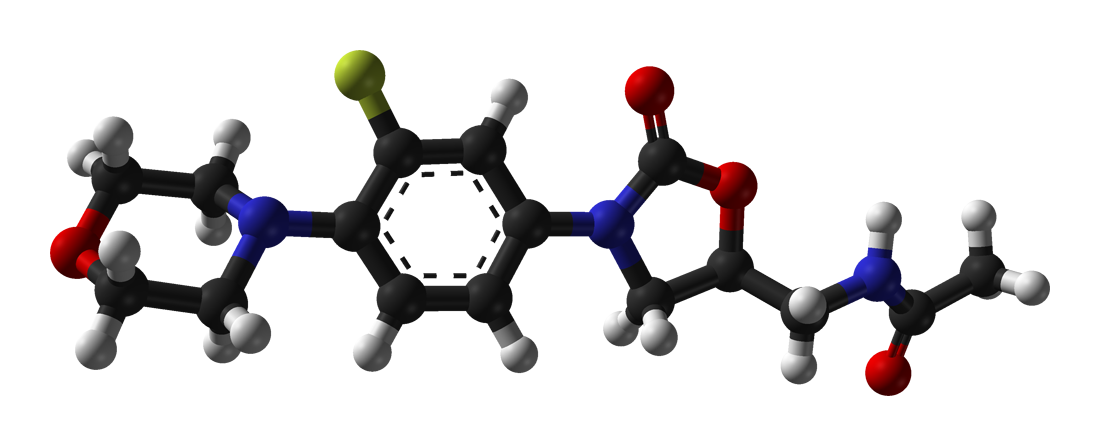
Molekylmodell

Linezolid är ett syntetiskt antibiotikum som marknadsförs bland annat under namnet Zyvoxid. Ämnet har ett brett spektrum och används för att motverka infektioner orsakade av multiresistenta bakterier till exempel streptokocker och stafylokocker.